# Maguindanao del Norte
Maguindanao del Norte (tiếng Maguindanaon: Dairat nu Pangutaran Magindanaw, Jawi: دايرت نو ڤڠوترن ماڬينداناو) là một tỉnh của Philippines, thuộc Khu tự trị Bangsamoro tại Mindanao Hồi giáo. Thủ phủ là Datu Odin Sinsuat. Tỉnh Maguindanao del Norte giáp với tỉnh Cotabato ở phía đông, Lanao del Sur ở phía bắc, Maguindanao del Sur ở phía đông nam, và Sultan Kudarat ở phía nam.
Thành phố lớn nhất tỉnh là thành phố Cotabato, nó được quản lý hành chính độc lập với tỉnh nhưng được gộp vào khi được đại diện trong quốc hội.

## Lịch sử
Kế hoạch lập ra một tỉnh tại vùng đất nay là Maguindanao del Norte đã có từ năm 2006 khi tỉnh Shariff Kabunsuan tồn tại chỉ trong hai năm rồi nhập lại vào Maguindanao.
Theo trưng cầu ý kiến vào ngày 17 tháng 9 năm 2022, tỉnh Maguindanao tách thành hai tỉnh là Maguindanao del Sur và Maguindanao del Norte. Ainee Sinsuat tuyên thệ làm thống đốc đầu tiên vào ngày 13 tháng 10 năm 2022. Giai đoạn chuyển tiếp kéo dài đến ngày 9 tháng 1 năm 2023.

## Địa lý

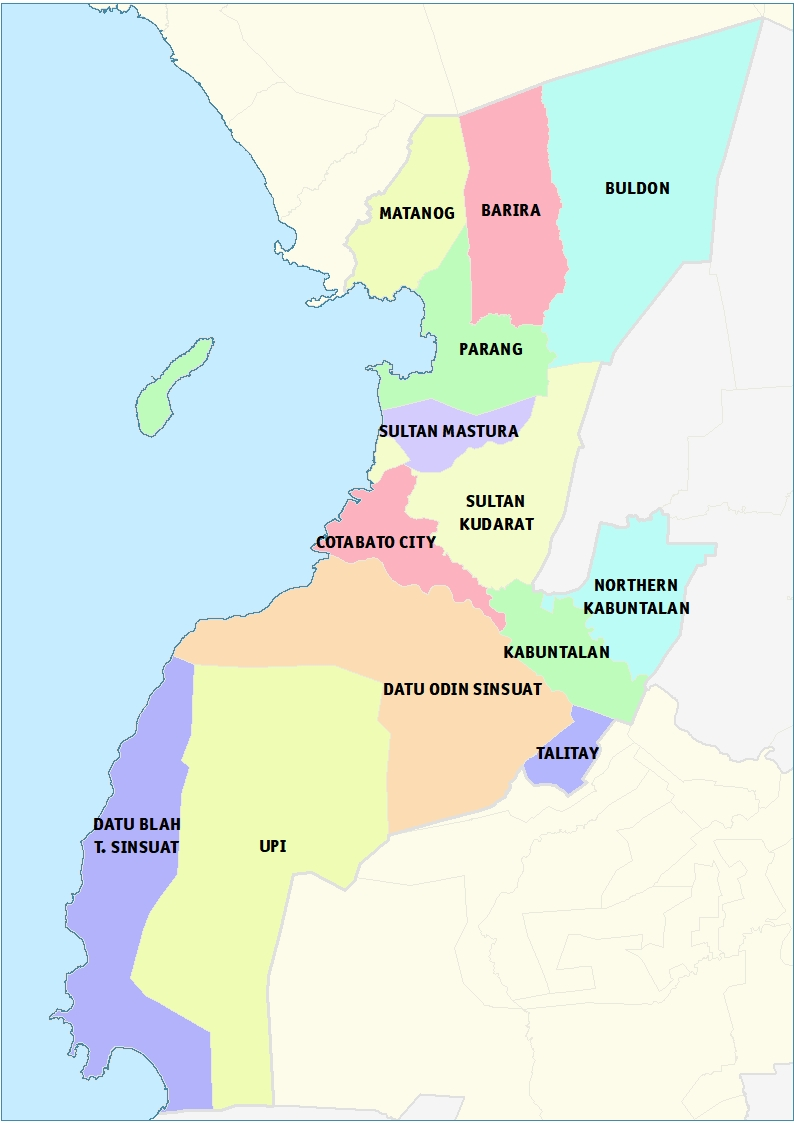
Bản đồ Maguindanao del Norte

Maguindanao del Norte gồm có 1 thành phố độc lập, 12 khu tự quản, và 1 quận lập pháp.
- †  Thủ phủ
- Khu tự quản
- ∗∗  Thành phố thành phần độc lập

| Thành phố hoặc khu tự quản | Thành phố hoặc khu tự quản | Dân số  | Dân số  | Dân số  | ±% p.a. | Diện tích | Diện tích | Mật độ | Mật độ | Barangay | Tọa độ[A]                                   |
|                            |                            | (2020)  | (2020)  | (2015)  |         | km2       | sq mi     | /km2   | /sq mi |          |                                             |
| -------------------------- | -------------------------- | ------- | ------- | ------- | ------- | --------- | --------- | ------ | ------ | -------- | ------------------------------------------- |
| Barira                     | Barira                     | 3,8%    | 36,143  | 30.004  | 0,00%   | 392,61    | 151,59    | 92     | 240    | 14       | 7°28′15″B 124°21′23″Đ / 7,4708°B 124,3563°Đ |
| Buldon                     | Buldon                     | 4,2%    | 39,684  | 35.282  | 0,00%   | 429,40    | 165,79    | 92     | 240    | 15       | 7°30′33″B 124°22′17″Đ / 7,5093°B 124,3714°Đ |
| Thành phố Cotabato         | ∗∗                         | —       | 325.079 | 299.438 | 0,00%   | 176,00    | 67,95     | 1.800  | 4.700  | 37       | 7°13′15″B 124°14′48″Đ / 7,2208°B 124,2466°Đ |
| Datu Blah T. Sinsuat       | Datu Blah T. Sinsuat       | 3,0%    | 28,243  | 25.024  | 0,00%   | 147,21    | 56,84     | 190    | 490    | 13       | 6°55′38″B 123°58′18″Đ / 6,9272°B 123,9716°Đ |
| Datu Odin Sinsuat          | †                          | 12,4%   | 116,768 | 99.210  | 0,00%   | 461,80    | 178,30    | 250    | 650    | 34       | 7°01′25″B 124°18′57″Đ / 7,0236°B 124,3159°Đ |
| Kabuntalan                 | Kabuntalan                 | 2,7%    | 25,439  | 17.276  | 0,00%   | 371,08    | 143,27    | 69     | 180    | 17       | 7°07′03″B 124°23′04″Đ / 7,1176°B 124,3844°Đ |
| Matanog                    | Matanog                    | 3,8%    | 36,034  | 29.770  | 0,00%   | 146,50    | 56,56     | 250    | 650    | 8        | 7°26′17″B 124°15′14″Đ / 7,438°B 124,2539°Đ  |
| Bắc Kabuntalan             | Bắc Kabuntalan             | 2,8%    | 26,277  | 25.232  | 0,00%   | 106,77    | 41,22     | 250    | 650    | 11       | 7°10′13″B 124°25′52″Đ / 7,1703°B 124,4311°Đ |
| Parang                     | Parang                     | 10,9%   | 102,914 | 89.194  | −0,01%  | 850,78    | 328,49    | 120    | 310    | 25       | 7°22′32″B 124°16′02″Đ / 7,3756°B 124,2671°Đ |
| Sultan Kudarat             | Sultan Kudarat             | 11,1%   | 105,121 | 95.201  | 0,00%   | 712,91    | 275,26    | 150    | 390    | 39       | 7°16′45″B 124°18′12″Đ / 7,2793°B 124,3032°Đ |
| Sultan Mastura             | Sultan Mastura             | 2,7%    | 25,331  | 22.261  | 0,00%   | 242,07    | 93,46     | 100    | 260    | 13       | 7°18′15″B 124°16′46″Đ / 7,3043°B 124,2795°Đ |
| Talitay                    | Talitay                    | 1,9%    | 17,463  | 14.863  | 0,01%   | 62,96     | 24,31     | 280    | 730    | 9        | 7°01′42″B 124°23′45″Đ / 7,0283°B 124,3957°Đ |
| Upi                        | Upi                        | 6,3%    | 59,004  | 53.583  | 0,00%   | 742,95    | 286,85    | 79     | 200    | 23       | 7°00′38″B 124°09′45″Đ / 7,0106°B 124,1625°Đ |
| Tổng[B]                    | Tổng[B]                    | Tổng[B] | 943.500 | 836.338 | 0,00%   | —[C]      | —[C]      | —[C]   | —[C]   | 258      | (see GeoGroup box)                          |
|                            |                            |         |         |         |         |           |           |        |        |          |                                             |